# South Pole
South Pole conocido en Japón como Kekkyoku Nankyoku Daibōken (けっきょく南極大冒険?) es un juego electrónico portátil de la serie Antarctic Adventure publicado por Konami en 1990.